# Geo (bilmærke)
 For alternative betydninger, se Geo. (Se også artikler, som begynder med Geo)
Geo er et tidligere amerikansk bilmærke, som eksisterede i årene 1988 til 1998. Mærket tilhørte General Motors, og var frem til 1991 forbeholdt det amerikanske marked.

## Historie
Mærket, som så dagens lys i 1988, solgte gennem de nordamerikanske Chevrolet-forhandlere udelukkende minibiler og små mellemklassebiler, fra modelår 1989 i USA og fra modelår 1992 ligeledes i Canada. Mærket eksisterede frem til 1998, hvor modellerne blev omdøbt til Chevrolet. I Canada eksisterede mellem 1992 og 1994 mærket Asüna som et modstykke til Geo, solgt gennem Pontiac-, Buick- og GMC-forhandlerne.
Geo-modellerne blev som oftest fremstillet i joint ventures mellem GM og japanske bilfabrikanter. Modellen Prizm blev fremstillet i den i samarbejde mellem GM og Toyota drevne NUMMI-fabrik i Californien, og Metro og Tracker på GM/Suzuki-fabrikken i Canada. Spectrum og Storm blev derimod bygget hos Isuzu i Japan.

## Joint ventures
| Model    | Partner | Fabrikant       | Produktionssted       |
| -------- | ------- | --------------- | --------------------- |
| Prizm    | Toyota  | NUMMI           | Fremont (Californien) |
| Metro    | Suzuki  | CAMI Automotive | Ingersoll             |
| Tracker  | Suzuki  | CAMI Automotive | Ingersoll             |
| Spectrum | Isuzu   | Isuzu Motors    | Tokyo                 |
| Storm    | Isuzu   | Isuzu Motors    | Fujisawa (Kanagawa)   |

## Modeller

### Geo Metro
Geo Metro (1988−2001, fra 1998 Chevrolet Metro) var mærkets første model og efterfølger for Chevrolet Sprint. Minibilen, som fandtes med tre og fem døre, var baseret på Suzuki Swift. I USA blev Metro solgt som femdørs hatchback og mellem 1991 og 1994 som cabriolet, med motorer på 1,0 og 1,3 liter.
I Canada fandtes der også en fra Japan importeret sedanudgave. I 1994 fik Metro et facelift.
En kun i Canada markedsført søstermodel var Pontiac Firefly.
- Geo Metro femdørs
(1988–1994)
- Geo Metro Convertible
(1991–1993)
- Geo Metro Sedan
(1991–1994)
- Geo Metro tredørs
(1994–1998)

### Geo Prizm
Geo Prizm (1988−2002, fra 1998 Chevrolet Prizm) var en lille mellemklassebil på basis af Toyota Corolla. Den fandtes som firedørs sedan og (frem til 1991) som femdørs combi coupé. Modellen fandtes med to 1,6-litersmotorer med 76 kW (103 hk) hhv. 97 kW (132 hk).
En ny model af Prizm kom i 1992 med motorer på 1,6 liter med 76 kW (103 hk) og 1,8 liter med 86 kW (117 hk).
I 1998 fandt et nyt modelskifte sted. Den nye Chevrolet Prizm var igen baseret på Toyota Corolla og var udstyret med en 1,8-liters Toyota-motor med 94 kW (128 hk).
- Geo Prizm sedan (1988–1992)
- Geo Prizm combi coupé
(1988–1991)
- Geo Prizm sedan (1992–1998)

### Geo Spectrum
Geo Spectrum (1984−1989) var en mindre bilmodel i den lille mellemklasse, som var baseret på Isuzu Gemini og udstyret med en 1,5-liters firecylindret motor med 52 kW (71 hk). Den i Japan fremstillede Spectrum blev i Canada også solgt under navnet Pontiac Sunburst.

### Geo Storm
Geo Storm (1989−1993) var en lille 2+2-personers coupé med forhjulstræk, baseret på den sidste modelgeneration af Isuzu Piazza. Den fandtes i en coupé- og en Shooting Brake-udgave. Topmodellen hed GSi. I Nordamerika fandtes modellen udelukkende med en 1,6-litersmotor med 71 kW (97 hk) eller 97 kW (132 hk) i GSi.
I 1992 gennemgik Storm et mindre facelift, hvor de hidtidige klapforlygter bortfaldt. GSi fik samtidig en 1,8-litersmotor med 104 kW (141 hk).
- Geo Storm
(1989–1993)
- Geo Storm Wagonback (1991–1993)

### Geo Tracker
Geo Tracker (1989−2004, fra 1998 Chevrolet Tracker og GMC Tracker) var mærkets eneste offroader.
Modellen var en aflægger af Suzuki Vitara og fandtes i en lukket version med fem døre samt som todørs cabriolet. Begge modeller havde en 1,6-liters firecylindret motor med 60 kW (82 hk) eller 70 kW (95 hk).
- Geo Tracker (1989–1998)